# Sphingius punctatus
Espèce
Sphingius punctatus est une espèce d'araignées aranéomorphes de la famille des Liocranidae.

## Distribution
Cette espèce se rencontre en Indonésie à Bali, à Lombok et à Sumatra et en Thaïlande dans les provinces de Krabi et de Surat Thani,.

## Description
Le mâle holotype mesure 4,40 mm et la femelle paratype 5,00 mm.

## Publication originale
- Deeleman-Reinhold, 2001 : Forest spiders of South East Asia: with a revision of the sac and ground spiders (Araneae: Clubionidae, Corinnidae, Liocranidae, Gnaphosidae, Prodidomidae and Trochanterriidae. Brill, Leiden, p. 1-591.